# Батлер, Уолтер, 11-й граф Ормонд
Уолтер Батлер (англ. Walter Butler, 11th Earl of Ormond and 4th Earl of Ossory; 1559 — 24 февраля 1632) — ирландский аристократ и пэр, 11-й граф Ормонд, 4-й граф Оссори и 3-й виконт Тёрлс (1614—1632).

## Биография
Сын сэра Джона Батлера из Килкэша (ум. 1570), и Кэтрин Маккарти, дочери Кормака Маккарти (1490—1567), внук Джеймса Батлера, 9-го графа Ормонда.
В 1596 году Уолтер Батлер помогал английским войскам в подавлении восстания графа Тирона. В январе 1597/1598 года он был пожалован в рыцари. С 1613 по 1614 год — депутат Ирландской палаты общин от графства Типперэри.
В ноябре 1614 года после смерти своего дяди, Томаса Батлера, 10-го графа Ормонда, не оставившего после себя законных наследников мужского пола, Уолтер Батлер стал 11-м графом Ормонд, 4-м графом Оссори и 3-м виконтом Тёрлсом, унаследовав замки и поместья графов Ормонд в провинции Манстер.
Последовательный католик, он был известен как «Уолтер из Бисера». Его претензии на графские владения были сорваны королем Англии Яковом I Стюартом. В 1614 году леди Элизабет Батлер (ок. 1585—1628), единственная дочь Томаса Батлера, 10-го графа Ормонда, была выдана замуж королевского любимца, шотландца Ричарда Престона (ум. 1628), лорда Дингуолла. В 1619 году Ричард Престон был пожалован титулом 1-го графа Десмонда, а его супруга Элизабет получила большую часть поместий графов Ормонд вместо своего кузена Уолтера Батлера.
Уолтер Батлер потратил много времени и денег на судебные процессы против своей двоюродной сестры, леди Элизабет Престон. В 1617 году из-за своего упорства Уолтер Батлер был заключен по приказу короля во Флитскую тюрьму в Лондоне. Он провел а заключении восемь лет в «большой нужде», не получая денежных средств из своих ирландских поместий.
В 1625 году Уолтер Батлер был освобожден из тюремного заключения. Ему была возвращена большая часть его поместий. Какое-то время он проживал на улице Друри-Лейн в Лондоне, вместе со своим внуком Джеймсом, будущим 1-м герцогом Ормондом. В 1629 году был заключен брак между Джеймсом Батлером (1610—1688), внуком Уолтера Батлера, и леди Элизабет Престон (дочерью Ричарда Престона и Элизабет Батлер). Новый король Англии Карл I Стюарт 8 сентября выдал леди Элизабет Престон королевский патент на владение её поместьями. 9 октября 1630 года Уолтер Батлер был признан королем как наследник владений своего дяди, Томаса Батлера, 10-го графа Ормонда.
Уолтер Батлер, 11-й граф Ормонд, скончался 24 февраля 1632/1633 года в Каррик-он-Шуре (графство Типперэри). Он был похоронен в Соборе Святого Каниса в Килкенни 18 июня 1633 года.

## Брак и дети
Он был женат на своей троюродной сестре, достопочтенной Хелен Батлер (также известной как Эллен) (ум. 28 января 1631), дочери Эдмунда Батлера, 2-го виконта Маунтгаррета, и Гризеллы Фицпатрик. Их общим прадедом был Пирс Батлер, 8-й граф Ормонд. у них было двенадцать детей:
- Эллис Батлер (ум. 19 февраля 1625), муж — сэр Теренс О’Брайен-Арраг, 1-й баронет (ум. 1626)
- Эллен Батлер (ум. 16 июня 1663), муж — Пирс Батлер, 1-й виконт Иккэрин (ум. до 1661)
- Томас Батлер, виконт Терлс (1594 — 15 декабря 1619), женат на Элизабет Пойнтс, дочери сэра Джона Пойнтса
- Элизабет Батлер (род. 1631), 1-й муж — сэр Эдмонд Бланчвилл, 2-й муж — Ричард Берк, 6-й граф Кланрикард (ум. 1666)
- Маргарет Батлер, муж — Барнаби Фитцпатрик, 5-й барон Верхней Оссори[англ.] (ум. 1639/1641)
- Катрин Батлер, которая вышла замуж за Пирса Пауэра
- Джоан Батлер, которая вышла замуж за Джорджа Багенала
- Елена Батлер, которая вышла замуж за Джеймса Батлера из Данбойна
- Джеймс Батлер, не женат
- Джон Батлер, не женат
- Мэри Батлер, не замужем
- Элеонор Батлер, не замужем.